# Florencia (Cauca)
Florencia es un municipio colombiano en el departamento del Cauca.

## Geografía
El municipio de Florencia está localizado al sur del Departamento del Cauca; tiene una extensión de 5628.50 Hectáreas, está a 1°418217 de latitud Norte y 77°04'33" de longitud al Oeste, con una altitud de 1500 m y una temperatura media de 19 °C.

### Límites
Al Norte y Occidente limita con Mercaderes Cauca, al sur con los municipios de La Unión y San Pablo Nariño y al Oriente con Bolívar Cauca,
Extensión total: 56.8 km²
Extensión área urbana: 0.0774 km²
Extensión área rural: 56.2076 km²
Altitud de la cabecera municipal (metros sobre el nivel del mar): 1500
Temperatura media: 19 °C
Distancia de referencia: 176 km de Popayán.

## División Político-Administrativa
Además de su Cabecera municipal. Florencia tiene bajo su jurisdicción los siguientes Centros poblados:
- El Rosario
- Marsella

## Historia
Florencia fue fundada por Sebastián de Belalcázar en 1535, en 1993 fue reconocida como municipio gracias a la Ordenanza 001 de enero 4, como en la mayoría de los municipios caucanos, esta población inició su crecimiento gracias a la llegada de numerosos colonos y mercaderes atraídos por la explotación de oro y piedras preciosas.

## Economía
Florencia basa su economía en el cultivo de plátano, la yuca, la caña de azúcar, el cultivo del café, ganadería, banano y frutales.